# Blackwolf
Blackwolf – wietnamski zespół grający folk metal, założony w 2003 roku w mieście Đà Nẵng.

## Członkowie
- Cao Đăng Hiếu – wokal, bas, keyboard
- Nguyễn Văn Thọ – gitary
- Nguyễn Đính Huy – perkusja

Byli członkowie
- Nguyễn Đắc Hoàng Phương – gitary
- Nguyễn Thanh Sơn – perkusja
- Lê Hữu Chiến – bas
- Huỳnh Trung Cường – keyboard

## Dyskografia
- Chiến Tranh Và Hòa Bình (War And Peace) (2005)
- Anh Hùng Ca (EP, 2007)
- In Death We United – Vol. 1 (Split, 2008)